# SE Tiradentes
Die Sociedade Esportiva Tiradentes ist ein brasilianischer Fußballverein aus Teresina.

## Geschichte
SE Tiradentes wurde am 30. Juni 1959 gegründet und trat 1966 dem regionalen Verband bei, um am regelmäßigen Spielbetrieb teilnehmen zu können. In der Spielzeit 1972 trat die Mannschaft in der zweitklassigen Série B an, wo sie die zweite Gruppenphase erreichte. Parallel gewann sie erstmals die Staatsmeisterschaft von Piauí. Nachdem die Série B vor der folgenden Saison aufgelöst worden war, rückte sie ins erhöhte Teilnehmerfeld des Campeonato Brasileiro de Futebol. Dort spielte sie drei Spielzeiten, 1974 und 1975 wurde sie zudem erneut Staatsmeisterin.
In der Spielzeit 1979 kehrte SE Tiradentes kurzzeitig in die höchste Spielklasse zurück, gewann jedoch nur ein Saisonspiel und belegte den letzten Platz ihrer Gruppe. Nach dem erneuten Gewinn der Staatsmeisterschaft 1982 spielt sie in der Spielzeit 1983 erneut in der ersten Liga, wo sie sich dieses Mal für die zweite Runde qualifizierte. Dort blieb sie jedoch gegen SE Palmeiras, Flamengo Rio de Janeiro und Americano FC (RJ) ohne Sieg. Dies war bis dato die letzte Teilnahme des Klubs in der Série A. 1990 gewann sie zum fünften Mal die Staatsmeisterschaft.
Später gründete sich eine Frauenmannschaft bei SE Tiradentes, die nach Einführung der Staatsmeisterschaft von Piauí 2008 eine dominante Rolle einnahm und die ersten drei Titel gewann. Entsprechend nahm sie an der Copa do Brasil teil, kam dabei aber nicht über die zweite Runde hinaus. 2012, 2015 sowie zwischen 2017 und 2019 gewann der Klub jeweils erneut die Staatsmeisterschaft, ehe diese wegen der COVID-19-Pandemie pausierte. Parallel wurde sie bei Neugründung der zweitklassigen Série A2 zur Spielzeit 2017 aufgenommen, wo sie in der Folge regelmäßig antrat. In der Spielzeit 2020 erreichte sie erstmals die Finalrunde, nach einem Achtelfinalerfolg über América Mineiro kam im Viertelfinale gegen Real Brasília FC das Aus.

## Erfolge
Männer:
| Staatsmeisterschaft von Piauí | (5×): | 1972, 1974, 1975, 1982, 1990 |

Frauen:
| Staatsmeisterschaft von Piauí | (10×): | 2008, 2009, 2010, 2012, 2015, 2017, 2018, 2019, 2022, 2023 |